# توماس رگالادو
توماس پدرو رگالادو و والدز (زاده ۲۴ مه ۱۹۴۷) یک سیاستمدار آمریکایی کوبایی و روزنامه‌نگار سابق تلویزیونی است که از سال ۲۰۰۹ تا ۲۰۱۷ به عنوان چهل و دومین شهردار میامی، فلوریدا خدمت کرده است. او یکی از اعضای حزب جمهوری‌خواه است، اگرچه به عنوان شهردار میامی دفتر او غیرحزبی بود.
توماس پدرو رگالادو متولد ۲۴ مه ۱۹۴۷ در هاوانا، کوبا، اولین فرزند توماس رگالادو مولینا و کارمن ریتا والدز د رگالادو بود. پدرش وکیل دادگستری و روزنامه‌نگاری بود که آخرین رئیس انجمن روزنامه نگاران و خبرنگاران کوبا و یک زندانی سیاسی تحت دیکتاتوری باتیستا تحت حمایت ایالات متحده بود.